# 사누키시로토리역
사누키시로토리역(일본어: 讃岐白鳥駅)은 일본 가가와현 히가시카가와시에 위치한 시코쿠 여객철도 고토쿠 선의 철도역이다. 역 번호는 T11이며, 상대식 승강장 2면 2선의 구조를 갖춘 지상역이다.

## 이용 현황
| 승차 인원 추이 | 승차 인원 추이 |
| 연도           | 1일 평균       |
| -------------- | -------------- |
| 2008           | 247            |
| 2009           | 227            |
| 2010           | 236            |
| 2011           | 216            |

## 역 주변
- 히가시카가와 시청
- 시라토리 진자
- 국도 제11호선

## 역사
- 1928년 4월 15일 : 개업. 이 때는 1면 1선의 승강장이었다.
- 1956년 12월 15일 : 읽기를 '사누키시라토리'에서 '사누키시로토리'로 변경.
- 1987년 4월 1일 : 일본국유철도 분할 민영화에 의해, 시코쿠 여객철도가 승계.
- 2010년 10월 1일 : 무인화.

## 인접 역
| 시코쿠 여객철도             | 시코쿠 여객철도 | 시코쿠 여객철도           |
| --------------------------- | --------------- | ------------------------- |
| T 12 산본마쓰 다카마쓰 방면 | 고토쿠 선       | 히케타 T 10 도쿠시마 방면 |